# 新城市作手歴史民俗資料館
新城市作手歴史民俗資料館（しんしろしつくでれきしみんぞくしりょうかん）は、愛知県新城市作手高里縄手上35にある郷土資料館。1987年（昭和62年）2月8日開館。

## 歴史
- 1987年（昭和62年）2月8日 - 南設楽郡作手村に作手村歴史民俗資料館として開館[1]。
- 2005年（平成17年）10月1日 - 作手村・新城市・鳳来町が合併して新たに新城市が発足したことで新城市作手歴史民俗資料館に改称。

## 展示

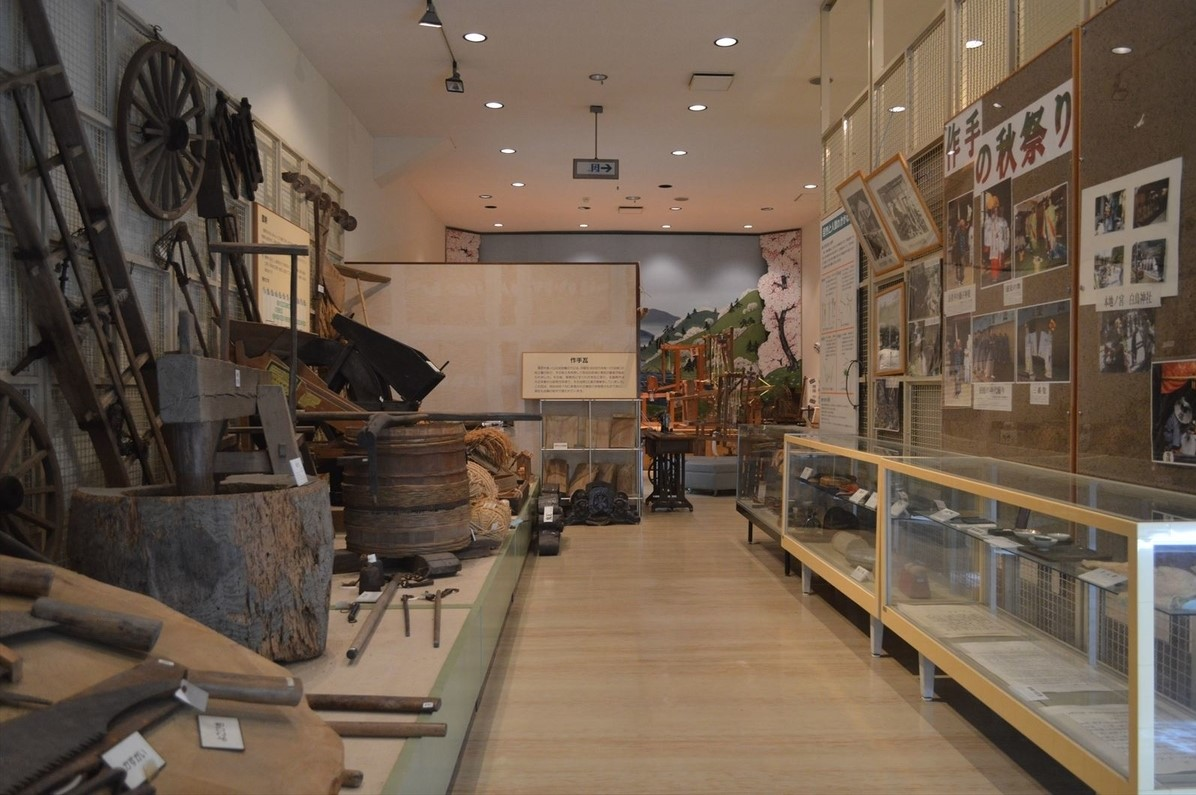
展示

展示面積は1階が85m2、2階が210m2。展示企画・設計・施工は乃村工藝社。
- サギ草の彫刻、茅葺き住宅の再現
- 湿原のジオラマ、姶良火山の火山灰
- 亀山城跡の模型
- 農村歌舞伎舞台・衣裳・人形
- 有形民俗資料コーナー（凧、コマ、カルタ、農林業用道具など）

## 利用案内
- 開館時間 - 10時から15時
- 休館日 - 毎週火曜、年末年始
- 入館料 - 無料